# Orchestre symphonique de Bournemouth

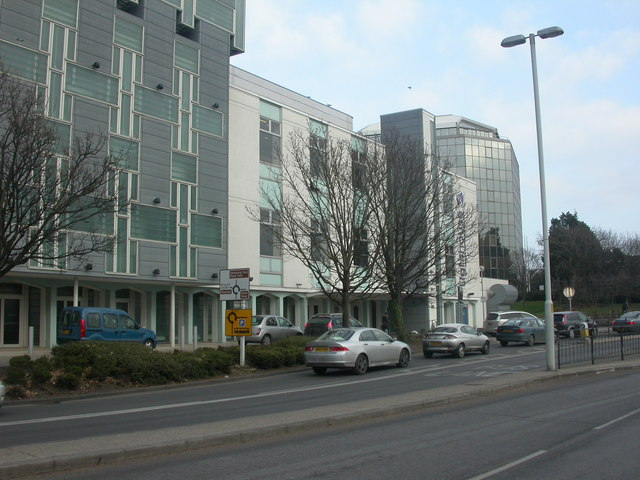
Poole, la ville où répète l'orchestre symphonique de Bournemouth.

L'Orchestre symphonique de Bournemouth (en anglais Bournemouth Symphony Orchestra) est un orchestre symphonique britannique basé à Poole, près de Bournemouth.

## Historique
Appelé à l'origine Bournemouth Municipal Orchestra (jusqu'en 1954), l'orchestre est fondé en 1893 avec des instruments à vent avant de devenir un orchestre symphonique complet. Spécialisé dans la musique contemporaine, l'orchestre a été dirigé par les compositeurs Edward Elgar et Gustav Holst (entre autres) qui ont ainsi défendu leurs propres œuvres.

## Chefs principaux
- 1893-1934   Sir Dan Godfrey
- 1934-1939   Richard Austin
- 1939-1947   Montague Birch
- 1947-1951   Rudolf Schwarz
- 1951-1961   Sir Charles Groves
- 1962-1969   Constantin Silvestri
- 1969-1972   George Hurst    (faisant fonction)
- 1972-1979   Paavo Berglund
- 1974-1976   Simon Rattle    (Jeune chef « en résidence »)
- 1980-1982   Uri Segal
- 1982-1988   Roudolf Barchaï
- 1988-1994   Andrew Litton
- 1990-2000   Kees Bakels     (Chef invité)
- 1992-1995   Richard Hickox  (Principal chef invité)
- 1995-2000   Yakov Kreizberg
- 2002-2008   Marin Alsop
- 2009-2024   Kirill Karabits
- 2024-       Mark Wigglesworth

## Répertoire
L'orchestre donne environ 150 concerts par an. De nombreux disques ont reçu un accueil favorable de la critique :
- Symphonie no 10 de Mahler dirigée par Simon Rattle
- Ouverture « In The South » d'Elgar, dirigée par Constantin Silvestri
- Concerto pour piano no 2 de Tchaïkovski, par Roudolf Barchaï et Peter Donohoe (musicien) au piano